# Eurypatagus
Eurypatagus is een geslacht van zee-egels, en het typegeslacht van de familie Eurypatagidae.

## Soorten
- Eurypatagus grandiporus Mortensen, 1948
- Eurypatagus ovalis Mortensen, 1948
- Eurypatagus parvituberculatus (H.L. Clark, 1924)